# Schiffskennzeichen
Ein Schiffskennzeichen ist ein alphanumerischer Code, der Wasserfahrzeuge auf deutschen Binnenschifffahrtsstraßen eindeutig identifiziert. 

## Kennzeichnungspflicht
Gemäß der „Verordnung über die Kennzeichnung von auf Binnenschifffahrtsstraßen verkehrenden Kleinfahrzeugen“ müssen alle Schiffe, die auf deutschen Binnenschifffahrtsstraßen fahren und eine Motorleistung von mehr als 2,21 kW haben, ein amtliches oder ein amtlich anerkanntes Kennzeichen führen. 
Das Kennzeichen muss in mindestens zehn Zentimeter hoher lateinischer Schrift hell auf dunklem Grund oder dunkel auf hellem Grund an beiden Seiten des Bugs, des Hecks oder am Spiegelheck des Kleinfahrzeugs fest angebracht sein. 
Schiffe, die ausschließlich auf Seeschifffahrtsstraßen fahren und nicht länger als 15 Meter sind, sind auf Seeschifffahrtsstraßen von der Kennzeichnungspflicht befreit. Seeschiffe, die länger als 15 Meter sind, brauchen auch kein Kennzeichen zu tragen; sie müssen jedoch einen Schiffsnamen und den Namen ihres Heimathafens tragen und im Schiffsregister unter ihrem Namen registriert sein.
Kleinfahrzeuge, die durch das Führen einer Flagge oder durch entsprechende Aufschrift als Behörden- oder Wasserrettungsfahrzeuge einer als gemeinnützig anerkannten Körperschaft gekennzeichnet sind, sind von der Kennzeichnungspflicht ausgenommen.

## Amtliche Kennzeichnung
Es gibt folgende amtliche Kennzeichen für Schiffe:

### Kleinfahrzeugkennzeichen
Für Schiffe unter 20 Meter Länge, die nur auf deutschen Binnenschifffahrtsstraßen fahren, kann das zuständige Wasserstraßen- und Schifffahrtsamt (WSA) ein Kennzeichen ausgeben. Dieses Kleinfahrzeugkennzeichen ist ähnlich eines Kfz-Kennzeichens ausgestaltet. Der Sitz des ausgebenden WSA wird als „Ortskennzeichen“ angegeben (z. B. „BS“ für Wasserstraßen- und Schifffahrtsamt Braunschweig). Das Kleinfahrzeugkennzeichen gilt bundesweit als Registrierungs- und Besitzernachweis, gilt jedoch nicht als Eigentumsnachweis. 
Ein denkbares Kennzeichen wäre: BS-A 331. 
Ein in Sachsen zugelassenes Motorboot trägt als Anfangsbuchstaben FSN (Freistaat Sachsen). Gefolgt von z. B. - A und drei Ziffern.
Dieses Kennzeichen gilt erstrangig auf Bundeswasserstraßen. Zu beachten ist, dass es darüber hinaus noch Kennzeichenregelungen nach jeweiligem Landes- und Kommunalrecht gibt (z. B. Steinhuder Meer, Bodensee).
Wenn für das Fahrzeug ein Internationaler Bootsschein ausgestellt ist, kann alternativ auch dessen Nummer als Kennzeichen verwendet werden (vgl. hierzu Abschnitt „Amtlich anerkannte Kennzeichnung“).

### Liste der vergebenen "Ortskennzeichen"
Nach KlFzKV-BinSch.
| Wasser(straßen)- und Schifffahrtsamt | Kennzeichen |
| ------------------------------------ | ----------- |
| Aschaffenburg                        | AB          |
| Berlin                               | B           |
| Bingen                               | MZ          |
| Brandenburg                          | BRB         |
| Braunschweig                         | BS          |
| Bremen                               | HB          |
| Bremerhaven                          | HBH         |
| Brunsbüttel                          | HEI         |
| Cuxhaven                             | CUX         |
| Dresden                              | DD          |
| Duisburg-Meiderich                   | DU          |
| Duisburg-Rhein                       | DUR         |
| Eberswalde                           | BAR         |
| Emden                                | EMD         |
| Freiburg                             | FR          |
| Hamburg                              | HH          |
| Hann.-Münden                         | GÖ          |
| Heidelberg                           | HD          |
| Kiel-Holtenau                        | KI          |
| Koblenz                              | KO          |
| Köln                                 | K           |
| Lauenburg                            | RZ          |
| Lübeck                               | HL          |
| Magdeburg                            | MD          |
| Mannheim                             | MA          |
| Meppen                               | EL          |
| Minden                               | MI          |
| Nürnberg                             | N           |
| Regensburg                           | R           |
| Rheine                               | ST          |
| Saarbrücken                          | SB          |
| Schweinfurt                          | SW          |
| Stralsund                            | HST         |
| Stuttgart                            | S           |
| Tönning                              | NF          |
| Trier                                | TR          |
| Uelzen                               | UE          |
| Verden                               | VER         |
| Wilhelmshaven                        | WHV         |

### Flaggenzertifikat
Schiffe unter 15 Meter Länge können ein Flaggenzertifikat erhalten. Die Nummer des Zertifikates in Verbindung mit dem Buchstaben F kann als amtliches Kennzeichen geführt werden. Das Flaggenzertifikat wird zusätzlich weltweit als Registrierungs- und Besitzernachweis (kein Eigentumsnachweis) anerkannt. 
Ein denkbares Kennzeichen wäre: 123456-F

### Schiffsbrief
Schiffe, die unter deutsche Flagge auf deutschen Binnenschifffahrtsstraßen fahren und eine Verdrängung von mehr als 10 m³ haben, müssen im Binnenschiffsregister eingetragen sein. Boote ab einer Wasserverdrängung ab 5 m³ werden auf Wunsch eingetragen. Die im Schiffsbrief eingetragene Binnenschiffsregistrierungsnummer mit dem Zusatzbuchstaben B ergeben das amtliche Kennzeichen. Zusätzlich wird der Schiffsbrief bundesweit als Registrierungs- und Eigentumsnachweis anerkannt.
Ein denkbares Kennzeichen wäre: 123456-B

### Schiffszertifikat
Alle Schiffe, die länger als 15 Meter sind und unter deutscher Flagge auf deutschen Seeschifffahrtsstraßen fahren, müssen in das Schiffsregister eingetragen sein. Die im Schiffszertifikat eingetragene Seeschiffsregisternummer gilt bei Binnenfahrten als amtliches Kennzeichen. Alternativ kann auch das vom Register erteilte Unterscheidungssignal als amtliches Kennzeichen für die Binnenfahrt verwendet werden. Das Schiffszertifikat wird zusätzlich weltweit als Registrierungs- und Eigentumsnachweis anerkannt.
Ein denkbares Kennzeichen wäre: DCFX

## Amtlich anerkannte Kennzeichnung
Neben den amtlichen Kennzeichen gibt es auch amtlich anerkannte Kennzeichen.
Alle Wasserfahrzeuge, denen ein Internationaler Bootsschein ausgestellt wurde, haben die Möglichkeit, die zehnstellige Bootsscheinnummer in Verbindung mit den Buchstaben A (ADAC), M (Deutscher Motoryachtverband), oder S (Deutscher Segler-Verband) als amtlich anerkanntes Kennzeichen auf deutschen Binnenschifffahrtsstraßen zu führen.
Denkbare Kennzeichen wären z. B.: 1234567890-A, 1234567890-M, 1234567890-S.
Der Internationale Bootsschein wird zusätzlich fast weltweit als Registrierungs- und Besitzernachweis (kein Eigentumsnachweis) anerkannt.